# Nava de Sotrobal
Nava de Sotrobal é um município da Espanha na província de Salamanca, comunidade autónoma de Castela e Leão, de área 44,64 km² com população de 207 habitantes (2003) e densidade populacional de 4,52 hab/km².

## Demografia
| Variação demográfica do município entre 1991 e 2004 | Variação demográfica do município entre 1991 e 2004 | Variação demográfica do município entre 1991 e 2004 | Variação demográfica do município entre 1991 e 2004 |
| --------------------------------------------------- | --------------------------------------------------- | --------------------------------------------------- | --------------------------------------------------- |
| 1991                                                | 1996                                                | 2001                                                | 2004                                                |
| 239                                                 | 212                                                 | 216                                                 | 202                                                 |